# Ālmān-e Qadīm
Ālmān-e Qadīm (Azerbajdzjanska آباد آلمان) (persiska: آلمان قدیم) är en ort i Iran.   Den ligger i provinsen Östazarbaijan, i den nordvästra delen av landet, 500 km nordväst om huvudstaden Teheran. Ālmān-e Qadīm ligger 1 555 meter över havet och antalet invånare är 289.
Terrängen runt Ālmān-e Qadīm är varierad, och sluttar norrut.Runt Ālmān-e Qadīm är det ganska glesbefolkat, med 29 invånare per kvadratkilometer. Närmaste större samhälle är Ahar, 11,8 km nordväst om Ālmān-e Qadīm. Trakten runt Ālmān-e Qadīm består i huvudsak av gräsmarker.